# WestLB
WestLB est une banque allemande, qui jusqu'à 2002 était de type landesbank. Elle toujours détenue par le land de Rhénanie-du-Nord-Westphalie. WestLB est créé le 1er janvier 1969.